# Schizophrenia Bulletin
Schizophrenia Bulletin – recenzowane czasopismo naukowe zawierające publikacje dotyczące etiologii i leczenia schizofrenii. Istnieje od 1969 roku, jest oficjalnym czasopismem Schizophrenia International Research Society, a jego wydawcą jest Oxford University Press.
Impact factor periodyku za rok 2015 wyniósł 7,757, co dało mu 6. miejsce spośród 142 czasopism psychiatrycznych. Na polskiej liście czasopism punktowanych przez Ministerstwo Nauki i Szkolnictwa Wyższego z 2015 roku „Schizophrenia Bulletin” przyznano 45 punktów. SCImago Journal Rank czasopisma za 2015 rok wyniósł 4,051, plasując je na 7. miejscu na 493 czasopisma w kategorii „psychiatria i zdrowie psychiczne”.